# جينيفر راش
جينيفر راش (بالإنجليزية: Jennifer Rush)‏ (و. 1960  م) هي مغنية، ومغنية مؤلفة، وملحنة أمريكية.

## وصلات خارجية
- جينيفر راش على موقع IMDb (الإنجليزية)
- جينيفر راش على موقع روتن توميتوز (الإنجليزية)
- جينيفر راش على موقع مونزينجر (الألمانية)
- جينيفر راش على موقع ألو سيني (الفرنسية)
- جينيفر راش على موقع ميوزك برينز (الإنجليزية)
- جينيفر راش على موقع أول ميوزيك (الإنجليزية)
- جينيفر راش على موقع ديسكوغز (الإنجليزية)
- جينيفر راش على موقع قاعدة بيانات الفيلم (الإنجليزية)
- جينيفر راش على موقع ليتربوكسد (الإنجليزية)
- جينيفر راش على موقع كينوبويسك (الروسية)
- جينيفر راش في قاعدة بيانات الأفلام على الإنترنت